# Německo na Letních olympijských hrách 1936
Německo na Letních olympijských hrách v roce 1936 v Berlíně reprezentovala výprava 433 sportovců (389 mužů a 44 žen) v 22 sportech.

## Medailisté
| Medaile | Jméno | Sport                | Soutěž                                |
| ------- | --- | -------------------- | ------------------------------------- |
| Zlato   | Hans Woellke | Atletika             | Muži vrh koulí                        |
| Zlato   | Karl Hein | Atletika             | Muži vrh kladivem                     |
| Zlato   | Gerhard Stöck | Atletika             | Muži hod oštěpem                      |
| Zlato   | Gisela Mauermayerová | Atletika             | Ženy hod diskem                       |
| Zlato   | Tilly Fleischerová | Atletika             | Ženy hod oštěpem                      |
| Zlato   | Willi Kaiser | Box                  | Muži váha muší do 50,8 kg             |
| Zlato   | Herbert Runge | Box                  | Muži váha těžká do 79,4 kg            |
| Zlato   | Ernst Krebs | Kanoistika           | Muži K1 10 000 m                      |
| Zlato   | Ludwig Landen Paul Wevers | Kanoistika           | Muži K2 10 000 m                      |
| Zlato   | Toni Merkens | Cyklistika           | Muži 1000 m sprint                    |
| Zlato   | Ernst Ihbe Carl Lorenz | Cyklistika           | Muži 2000 m tandem                    |
| Zlato   | Ludwig Stubbendorf | Jezdectví            | Jezdecká všestrannost – jednotlivci   |
| Zlato   | Rolf Lippert Ludwig Stubbendorf Konrad Freiherr von Wangenheim | Jezdectví            | Jezdecká všestrannost – družstvo      |
| Zlato   | Kurt Hasse | Jezdectví            | Parkurové skákání – jednotlivci       |
| Zlato   | Heinz Brandt Kurt Hasse Marten von Barnekow | Jezdectví            | Parkurové skákání – družstvo          |
| Zlato   | Heinz Pollay | Jezdectví            | Drezura – jednotlivci                 |
| Zlato   | Friedrich Gerhard Heinz Pollay Hermann von Oppeln-Bronikowski | Jezdectví            | Drezura – družstvo                    |
| Zlato   | Alfred Schwarzmann | Sportovní gymnastika | Muži víceboj – jednotlivci            |
| Zlato   | Konrad Frey | Sportovní gymnastika | Muži bradla                           |
| Zlato   | Alfred Schwarzmann | Sportovní gymnastika | Muži přeskok                          |
| Zlato   | Konrad Frey | Sportovní gymnastika | Muži kůň našíř                        |
| Zlato   | Franz Beckert Konrad Frey Alfred Schwarzmann Willi Stadel Walter Steffens Matthias Volz | Sportovní gymnastika | Družstvo mužů                         |
| Zlato   | Anita Bärwirth Erna Bürger Isolde Frölian Friedl Iby Trudi Meyer Paula Pöhlsen Julie Schmitt Käthe Sohnemann | Sportovní gymnastika | Družstvo žen                          |
| Zlato   | Willy Bandholz Wilhelm Baumann Helmut Berthold Helmut Braselmann Wilhelm Brinkmann Georg Dascher Kurt Dossin Fritz Fromm Hermann Hansen Erich Herrmann Heinrich Keimig Hans Keiter Alfred Klingler Arthur Knautz Heinz Körvers Karl Kreutzberg Wilhelm Müller Günther Ortmann Edgar Reinhardt Fritz Spengler Rudolf Stahl Hans Theilig | Házená               | Turnaj mužů                           |
| Zlato   | Gotthard Handrick | Moderní pětiboj      | Muži                                  |
| Zlato   | Gustav Schäfer | Veslování            | Muži skif                             |
| Zlato   | Willi Eichhorn Hugo Strauß | Veslování            | Muži dvojka bez kormidelníka          |
| Zlato   | Herbert Adamski Dieter Arend Gerhard Gustmann | Veslování            | Muži dvojka s kormidelníkem           |
| Zlato   | Rudolf Eckstein Martin Karl Willi Menne Toni Rom | Veslování            | Muži čtyřka bez kormidelníka          |
| Zlato   | Fritz Bauer Ernst Gaber Hans Maier Paul Söllner Walter Volle | Veslování            | Muži čtyřka s kormidelníkem           |
| Zlato   | Peter Bischoff Hans-Joachim Weise | Jachting             | Muži třída Star                       |
| Zlato   | Cornelius van Oyen | Sportovní střelba    | Muži 25 metrů rychlopalná pistole     |
| Zlato   | Josef Manger | Vzpírání             | Muži těžká váha do 82,5 kg            |
| Stříbro | Luz Long | Atletika             | Muži skok daleký                      |
| Stříbro | Erwin Blask | Atletika             | Muži hod kladivem                     |
| Stříbro | Anni Steuerová | Atletika             | Ženy 80 m překážek                    |
| Stříbro | Luise Krügerová | Atletika             | Ženy hod oštěpem                      |
| Stříbro | Michael Murach | Box                  | Muži váha lehká střední do 66,7 kg    |
| Stříbro | Richard Vogt | Box                  | Muži váha polotěžká o 79,4 kg         |
| Stříbro | Helmut Cämmerer | Kanoistika           | Muži K1 1000 m                        |
| Stříbro | Fritz Bondroit Ewald Tilker | Kanoistika           | Muži K2 1000 m                        |
| Stříbro | Erich Hanisch Willi Horn | Kanoistika           | Muži F2 10 000 m                      |
| Stříbro | Friedrich Gerhard | Jezdectví            | Drezura – jednotlivci                 |
| Stříbro | Helene Mayerová | Šerm                 | Ženy fleret                           |
| Stříbro | Konrad Frey | Sportovní gymnastika | Muži hrazda                           |
| Stříbro | Hermann auf der Heide Ludwig Beisiegel Erich Cuntz Karl Dröse Alfred Gerdes Werner Hamel Harald Huffmann Erwin Keller Herbert Kemmer Werner Kubitzki Paul Mehlitz Carl Menke Fritz Messner Detlef Okrent Heinrich Peter Heinz Raack Carl Ruck Hans Scherbart Heinz Schmalix Tito Warnholtz Kurt Weiß Erich Zander                      | Pozemní hokej        | Turnaj mužů                           |
| Stříbro | Willi Kaidel Joachim Pirsch | Veslování            | Muži dvojskif                         |
| Stříbro | Werner Krogmann | Jachting             | Muži Finn                             |
| Stříbro | Heinz Hax | Sportovní střelba    | Muži 25 metrů rychlopalná pistole     |
| Stříbro | Erich Krempel | Sportovní střelba    | Muži 50 metrů libovolná pistole       |
| Stříbro | Erwin Sietas | Plavání              | Muži 200 m prsa                       |
| Stříbro | Martha Genenger | Plavání              | Ženy 200 m prsa                       |
| Stříbro | Gisela Arendt Ruth Halbsguth Leni Lohmar Inge Schmitz | Plavání              | Ženy štafeta 4 × 100 m volný způsob   |
| Stříbro | Paul Klingenburg Bernhard Baier Fritz Gunst Gustav Schürger Josef Hauser Alfred Kienzle Hans Schulze Helmuth Schwenn Hans Schneider Heinrich Krug Fritz Stolze | Vodní pólo           | Turnaj mužů                           |
| Stříbro | Rudolf Ismayr | Vzpírání             | Muži střední váha do 75 kg            |
| Stříbro | Eugen Deutsch | Vzpírání             | Muži Light lehkotěžká váha do 82,5 kg |
| Stříbro | Fritz Schäfer | Zápas                | muži, řecko-římský do 72 kg           |
| Stříbro | Ludwig Schweickert | Zápas                | muži, řecko-římský do 79 kg           |
| Stříbro | Wolfgang Ehrl | Zápas                | muži, volný styl do 66 kg             |
| Bronz   | Alfred Dompert | Atletika             | Muži 3000 m překážek                  |
| Bronz   | Erich Borchmeyer Erwin Gillmeister Gerd Hornberger Wilhelm Leichum | Atletika             | Muži štafeta 4 × 100 m                |
| Bronz   | Helmut Hamann Rudolf Harbig Harry Voigt Friedrich von Stülpnagel | Atletika             | Muži štafeta 4 × 400 m                |
| Bronz   | Gerhard Stöck | Atletika             | Muži vrh koulí                        |
| Bronz   | Käthe Kraussová | Atletika             | Ženy běh na 100 m                     |
| Bronz   | Elfriede Kaunová | Atletika             | Ženy skok vysoký                      |
| Bronz   | Paula Mollenhauerová | Atletika             | Ženy hod diskem                       |
| Bronz   | Josef Miner | Box                  | Muži pérová váha 57,2 kg              |
| Bronz   | Xaver Hörmann | Kanoistika           | Muži F1 10 000 m                      |
| Bronz   | Erich Koschik | Kanoistika           | Muži C1 1000 m                        |
| Bronz   | Rudolf Karsch | Cyklistika           | Muži 1000 m s pevným startem          |
| Bronz   | Hermann Stork | Skoky do vody        | Muži věž 10 m                         |
| Bronz   | Käthe Köhlerová | Skoky do vody        | Ženy věž 10 m                         |
| Bronz   | Otto Adam Erwin Casmir Julius Eisenecker August Heim Siegried Lerdon Stefan Rosenbauer | Šerm                 | Družstvo mužů fleret                  |
| Bronz   | Erwin Casmir Julius Eisenecker Hans Esser August Heim Hans Jörger Richard Wahl | Šerm                 | Družstvo mužů šavle                   |
| Bronz   | Konrad Frey | Sportovní gymnastika | Muži víceboj – jednotlivci            |
| Bronz   | Alfred Schwarzmann | Sportovní gymnastika | Muži hrazda                           |
| Bronz   | Alfred Schwarzmann | Sportovní gymnastika | Muži bradla                           |
| Bronz   | Matthias Volz | Sportovní gymnastika | Muži přeskok                          |
| Bronz   | Matthias Volz | Sportovní gymnastika | Muži kruhy                            |
| Bronz   | Konrad Frey | Sportovní gymnastika | Muži prostná                          |
| Bronz   | Hans-Joachim Hannemann Heinz Kaufmann Hans Kuschke Werner Loeckle Wilhelm Mahlow Helmut Radach Alfred Rieck Herbert Schmidt Gerd Völs | Veslování            | Muži osmiveslice                      |
| Bronz   | Fritz Bischoff Hans Howaldt Alfried Krupp von Bohlen und Halbach Eduard Mohr Felix Scheder-Bieschin Otto Wachs | Jachting             | Třída 8 m                             |
| Bronz   | Gisela Arendt | Plavání              | Ženy 100 m volný způsob               |
| Bronz   | Karl Jansen | Vzpírání             | Muži lehká váha do 67,5 kg            |
| Bronz   | Adolf Wagner | Vzpírání             | Muži střední váha do 75 kg            |
| Bronz   | Jakob Brendel | Zápas                | muži, řecko-římský do 56 kg           |
| Bronz   | Kurt Hornfischer | Zápas                | muži, řecko-římský nad 87 kg          |
| Bronz   | Johannes Herbert | Zápas                | muži, volný styl do 56 kg             |
| Bronz   | Erich Siebert | Zápas                | muži, volný styl do 87 kg             |